# Пірр Епірський

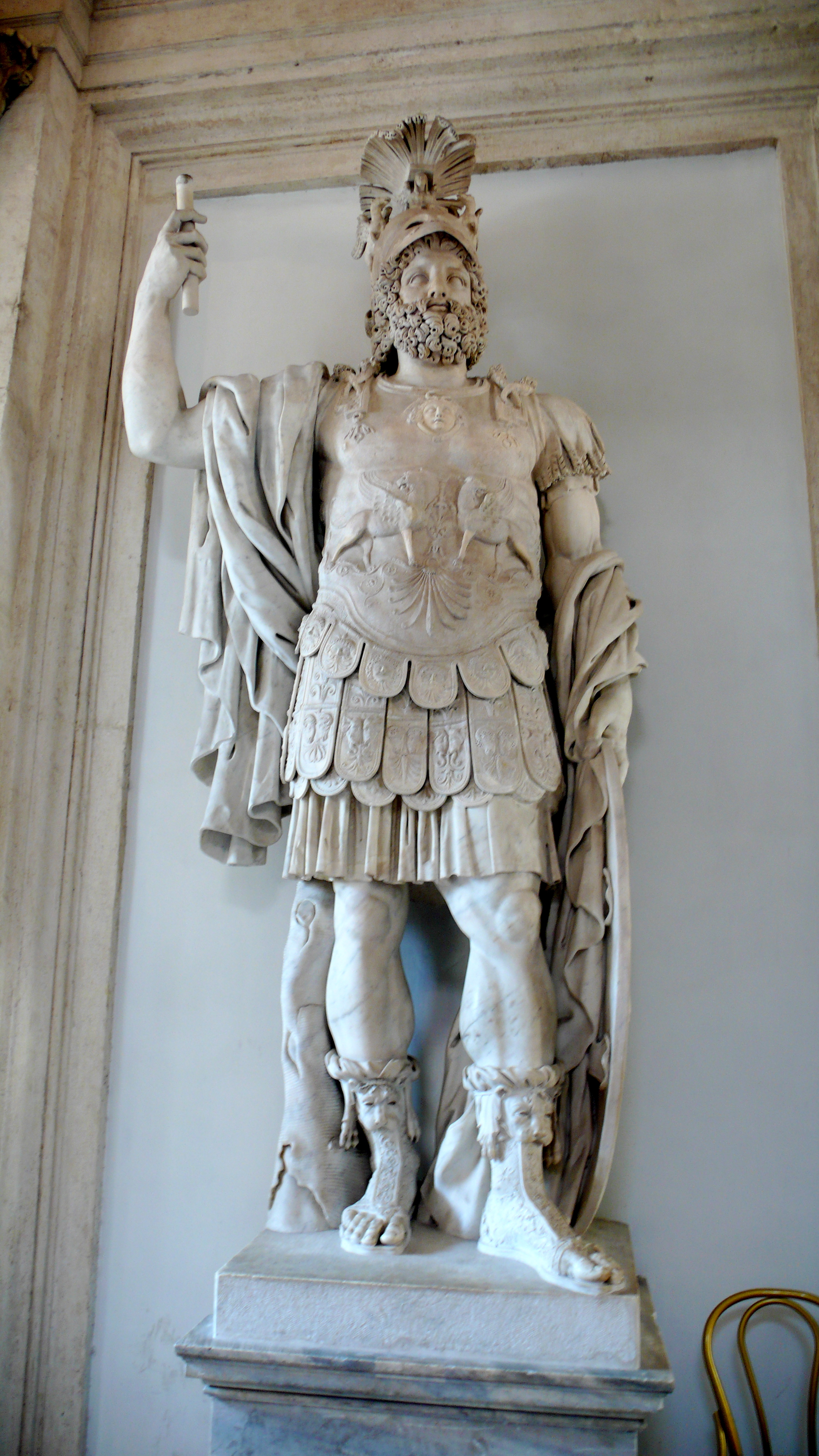
Пірр Епірський, статуя у Капітолійських музеях

Пірр (дав.-гр. Πύρρος — букв. «Вогняний», напевно ознака за кольором волосся, лат. Pyrrhus), з роду Піррідів, (319/318-272 рр. до н. е.) — гегемон Епірського союзу (у 306—301 і 297 — 292 до н. е.), цар молоссів з 297 до н. е. (?) і Македонії (у 288—284 і 273 — 272 до н. е.), один з найсильніших супротивників Риму.

## Ранні роки
Пірр був сином Еакіда і фессалійки Фтії. Мабуть, перший бойовий досвід Пірр отримав під час Четвертої війни діадохів. У 301 до н. е. він взяв участь в битві при Іпсі на боці Антигона і Деметрія Поліоркета.

## Війна в Македонії
Скориставшись міжусобицею, що там спалахнула, Пірр втрутився в справи цієї країни. Під приводом допомоги одному з претендентів на македонський трон війська Пірра вторглися до Македонії, і заволоділи кількома містами. Інші правителі, побоюючись посилення впливу Пірра, теж втягнулися в македонські чвари. Серед них був і колишній союзник Пірра — Деметрій Поліоркет, що став тепер небезпечним суперником. Після нетривалої війни Деметрію вдалося оволодіти значною частиною Македонії, і якийсь час у країні було два правителі. Відносини Пірра і Деметрія дедалі більше ускладнювалися. Деметрій добре знав свого колишнього сподвижника, його жадібність, його прагнення до завоювань, і прагнув позбутися небезпечного сусіда. Особливо загострилися відносини між ними після того, як смерть дружини Деметрія (сестри Пірра) обірвала їх родинні зв'язки. Розбіжності незабаром переросли у збройну боротьбу. У цій війні розкрився дар Пірра-полководця. Він розбив війська, послані проти нього Деметрієм у 287 р. до н. е., і коли армія Деметрія перейшла на бік Пірра, той став царем майже всієї Македонії. У Македонії Пірр все ж таки не зміг утвердитися. Кілька років йшла запекла боротьба. Врешті-решт Пірр зазнав поразки від своїх численних супротивників і змушений був відступити з Македонії у свій рідний Епір.

## Війна з Римом
У 281 р. Пірр уклав угоду з тарентійцями що боролися проти Риму і через рік висадився в Таренті з 20 тис. солдатів, 3 тис. вершників, 2 тис. лучників, 500 пращників і 20 бойовими слонами. Окрім Тарента, Пірра  підтримали Метапонт та Гераклея. Тим часом, на південь був відправлений консул Публій Валерій Левін, і дві армії зустрілися поблизу Гераклеї, де Пірр здобув важку перемогу. Союзниками Пірра стали грецькі міста Кротон та Локри, а також декілька італійських племен, внаслідок чого римляни практично втратили контроль над півднем Італії. Пірр став просуватися на північ, попутно сподіваючись зміцнити антиримську коаліцію, але з цього нічого не вийшло, і він перезимував у Кампанії. Зрозумівши, що війна затягується, Пірр послав до сенату свого парламентера Кінея. Проте один із сенаторів, Аппій Клавдій Цек, запропонував не вести переговорів з ворогом, який усе ще знаходяться на італійській землі, і війна продовжилася. Навесні 279 р. Пірр атакував римські колонії в Луцеріі та Венузії і спробував прихилити на свій бік самнітів.
Рим теж став готуватися до війни, почав карбувати срібну валюту для потенційних союзницьких договорів з південноіталійськими греками і вислав на схід дві консульські армії під командою Публія Сульпіція Саверріона і Публія Деція Муза. Поміж Луцерієм і Венузіем, поблизу Аускула, вони зустрілися з Пірром, який відкинув їх назад, хоч і не зміг захопити табір. Проте грецькі союзники запізнилися. В армії Пірра почала падати дисципліна, і його лікар навіть запропонував римлянам убити царя. Але консули 278 року Гай Фабрицій Лусціній і Квінт Емілій Пап повідомили про це Пірру, жартома додавши, що Пірр, «мабуть, не здатен судити одночасно й друзів, і ворогів». Коли римляни оголосили про свій тимчасовий відхід з Тарента, Пірр своєю чергою оголосив перемир'я і розмістив там гарнізон. Однак це викликало невдоволення місцевих жителів, які зажадали від Пірра або продовження війни, або виведення військ і відновлення статусу-кво. Паралельно з цим до Пірра дійшли прохання про висилку підкріплень в обложені Карфагеном Сиракузи і в Македонію та Грецію, у які вторглися кельтські племена.

### Війна з Карфагеном
Пірр вирішив зайнятися сицилійським театром військових дій, що дало можливість римлянам взяти в союзники самнітів та підкорити луканів та брутіїв. Проігнорувавши вимоги тарентійців, Пірр з'явився в Сицилії, де став збирати нову армію з Сиракуз і Акраганта і ймовірно що налічувала 30 тис. піхотинців і 2500 вершників. Після цього він просунувся на схід і взяв карфагенську фортецю на горі Еріксен, причому перший забрався на стіни. Карфагеняни були вимушені почати переговори, під час яких Пірр набрав нових союзників — мамертинців. До кінця 277 р. у карфагенян залишився лише один плацдарм на Сицилії — Лілібей.
Відпливаючи з Сицилії у 275 році і повертаючись назад до Греції, Пірр оглянувся і сказав своїм наближеним:

| Яке ристалище для змагань залишаємо ми римлянам і карфагенянам, друзі! [3] |
І дуже скоро виявилося, що його слова були пророчими. (Див. Перша Пунічна війна)

## Війна з Антигоном Гонатом
Повернувшись на батьківщину, Пірр почав боротьбу зі своїм основним супротивником, Антигоном Гонатом, який панував у всій Македонії та в ряді грецьких міст, у тому числі в Коринфі і Аргосі. Успіх знову супроводжував Пірра. Після декількох битв йому вдалося витіснити Антигона Гоната з Македонії. Перемога, була затьмарена безчинствами найманців Пірра, які розграбували і осквернили могили македонських царів. Це викликало невдоволення населення. Прагнучи зміцнити свій вплив у Греції, Пірр вплутався в боротьбу зі Спартою. Без оголошення війни він вторгся на її територію. Однак Пірр недооцінив твердість і мужність своїх нових супротивників. Він знехтував отриманим від спартанців гордим посланням. «Якщо ти бог, — писали спартанці, — то з нами нічого не станеться, бо ми нічим проти тебе не погрішили, якщо ж ти людина, то знайдеться хто-небудь сильніший за тебе!» Пірр обложив Спарту. На допомогу спартанцям підходив загін, посланий Антигоном Гонатом. Тоді Пірр, не закінчивши кривавої суперечки з Спартою, прийняв фатальне рішення — йти на Аргос, де відбувалися чвари між різними групами населення. Пірр швидко йшов до Аргосу.
Він не збавив темпу навіть тоді, коли на його ар'єргард напали спартанці і в сутичці вбили його сина Птолемея. У глибокій темряві військо Пірра підійшло до стін Аргоса. Скрадаючись, намагаючись не шуміти, воїни входили у ворота, які заздалегідь відкрили прихильники Пірра. Несподівано рух сповільнився. У низькі ворота не могли пройти бойові слони. Довелося знімати з їх спин вежі, в яких розміщувалися стрільці, потім, вже за воротами, знову ставити вежі на спини гігантів. Ця затримка і шум привернули увагу аргосців, і вони зайняли укріплені місця, зручні для відбиття нападу. Одночасно аргосці відправили гінця до Антигона з проханням надіслати підкріплення. Зав'язалася нічна битва. Обмежені вузькими вулицями і численними каналами, що прорізали місто, піхотинці і кінні воїни з труднощами просувалися вперед. Роз'єднані групи людей в тісноті і темряві билися кожна за себе, не отримуючи наказів командувача. Коли розвиднілося, Пірр побачив весь цей безлад і занепав духом. Він вирішив, поки не пізно, почати відступ. Однак у цій обстановці частина воїнів продовжувала бій. Пірр успішно відбивав натиск ворогів, але потім його відтіснили на вузьку вулицю. Там зібралося багато людей, які, притиснуті один до одного, ледве могли битися. Під час сутички біля святилища Лікімнія кинута з даху черепиця потрапила в незахищену нижню частину шиї Пірра. Впавши на землю, Пірр був оточений аргосцями і убитий. Останнього удару йому завдав македонський солдат Зопір, котрий відтяв Пірру голову, згодом цю голову показав Алкіоней своєму батьку Антигону II. Аргосці вірили, що в Пірра кинула черепицю богиня Деметра, котра прийняла подобу аргоської жінки. Пізніше на тому місці побудували храм Деметри, де поховали останки Пірра.

## Хронологія
| рік                  | Факт |
| -------------------- | --- |
| 318 рік до н. е.     | Народився Пірр, син царя Епіру, Аякіда та Фтії. |
| 317 рік до н. е.     | Аякід допомагає Поліперхону захистити права свого двоюрідного брата Олімпіада та п'ятирічного царя Македонії Олександра IV. Між молодим Олександром і також неповнолітньою дочкою Аякіда укладається договір про заручини. Олімпія наказує знищити своїх суперників у Македонії, але зрештою Кассандер облягає її в Підна. Того ж року відбувається Битва при Параітакіне між Евменом Кардіаном і Антігоном Однооким.                                                                                                |
| 316 рік до н. е.     | Аякід поспішає підкріпити Олімпію, але його перехоплює полководець Атархіас. Згодом група солдатів і політиків організовує рух і скидає його. Пірр втікає до Іллірії, до двору Главції. Війська Кассандера завдають поразки Поліперхону, і незабаром після цього Олімпія капітулює. Кассандр вбиває її і ув'язнює молодого Олександра IV і його матір Роксані. Потім він відновлює Фіви і вторгається на Пелопоннес. На Сході Євмен зазнає поразки і втрачає життя в битві при Гавієні.                              |
| 315 рік до н. е.     | Антігон відхиляє ультиматум, надісланий йому Птолемеєм, Селевком і Кассандром. Водночас він обіцяє грецьким містам-державам їхнє звільнення. |
| 314 рік до н. е.     | Розпочинається Третя війна наступників: Кассандра, Птолемея та Лісімаха проти Антігона та його сина Деметрія I Поліоркета. Ліциск, генерал Кассандра, стає регентом Епіру. Останній вторгається в Іллірію і захоплює Епідамн. І Антігон займає Тірос. |
| 313 рік до н. е.     | Аякід повертається на престол Епіру. Він двічі стикається з Филипом, братом Кассандра, і втрачає життя біля Гіоніад. Його наступником став його старший брат, Алкета II. |
| 312 рік до н. е.     | Хопс вторгається в Епір з армією та знищує Еврімена після облоги. Алкета приходить до згоди з Кассандром, забезпечуючи його армією для його (невдалої) кампанії проти Аполлонії в Іллірії. У наступні роки Алкета був убитий своїми підданими. Того ж року Деметрій Обложник зазнав поразки від об’єднаних сил своїх супротивників у битві за Газу. |
| 311 рік до н. е.     | Селевк отримує повний контроль над Вавилонією. Одночасно Антігон укладає мир з Кассандром, Лісімахом і Птолемеєм. |
| 310 рік до н. е.     | Деметрій очолює набіг на Вавилонію. Поліперхонт претендує на трон Македонії для малолітнього Геракла. Олександр IV і Роксана вбиті Кассандром. |
| 309 рік до н. е.     | Поліперхонт і Кассандр приходять до згоди, а Геракл гине. Селевк заважає Антігону взяти Вавилон. Птолемей вторгається в Лікію і Карію. |
| 308 рік до нашої ери | Флот Птолемея захоплює Коринф, але відходить, коли Птолемей і Кассандр дійшли згоди. |
| 307 рік до н. е.     | Вибухає Четверта війна наступників: Птолемей і Кассандр проти Антігона і Деметрія. Деметрій захоплює Пірей і виганяє Деметрія Фалірея з Афін. Потім він завойовує Мегару і Муніхію. Коли трон Епіру залишився вакантним після вбивства Алкета II, неповнолітній син Аякіда, Пірр, зійшов на трон за допомогою іллірійців. |
| 306 рік до н. е.     | Птолемей зазнав повної поразки від військ Деметрія в морській битві при Саламіні, Кіпр. Таким чином він бере під свій контроль весь острів. І Деметрій, і його батько Антігон приймають титул «цар». |
| 305 рік до н. е.     | Деметрій облягає Родос, а решта Наступники претендують на титул царя. |
| 304 рік до н. е.     | Деметрій прориває облогу Родосу та відбиває атаку Кассандра в Аттиці. |
|                      | Дейдамея I', сестра Пірра, виходить заміж за Деметрія Сигера. |
| 303 рік до н. е.     | Деметрій займає Коринф, Сікіон, Орхоменос та інші міста Пелопонес. |
| 302 рік до н. е.     | Дімітрій створює новий Всегрецький альянс і проголошує себе його лідером. Він вторгається в Фессалію і наприкінці року вирушає до Малої Азії, куди його покликав батько. Того ж року молоси повалили Пірра, який був змушений сховатися в таборі свого швагра Деметрія. Його дядько Неоптолем III сходить на престол Епіру. |
| 301 рік до н. е.     | Відбувається Битва при Іпсосі між наступниками. Ще юний Пірр також бере участь у битві, як швагер Деметрія. Коаліція Деметрія з його батьком Антігоном зазнає поразки. Останній знаходить смерть на полі бою. Того ж року Птолемей займає Єрусалим. |
| 300 рік до н. е.     | Деметрій залишає Пірра керувати гарнізонами, які він створив у Греції, і вирушає на Фракійський півострів, щоб атакувати Лісімаха. Дейдамея I помирає від хвороби біля свого чоловіка. Того ж року Агафокл, тиран Сіракуз, займає Корфу і атакує Ітаку. |
|                      | Деметрій відправляє Пірра в Єгипет як заручника, де він отримує прихильність дому Птолемеїв. Між ним і дочкою королеви Береніка I' від попереднього шлюбу, Антігона. |
| 297 рік до н. е.     | Кассандр помирає від хвороби. Два брати, Олександр V і Антипатр II, боролися протягом наступних кількох років за трон Македонії. |
| 296 рік до н. е.     | Пірр повертається в Епір, де за допомогою Єгипту займає трон разом з Неоптолемом III. Стосунки між двома чоловіками були бурхливими. |
| 295 рік до н. е.     | Народжується син Пірра та Антігони, Птолемей I. У тому ж році Антігона помирає. Пірр одружується на Ланассі, дочці Агафокла, отримавши Корфу як посаг. Неоптолем III планує вбити Пірра, але приблизно цього року його вбиває його суперник. |
| 294 рік до н. е.     | Олександр V запрошує Пірра та Деметрія Обложника до Македонії, щоб допомогти йому в його конфлікті з Антипатром II. Пірр відповідає на заклик, отримуючи територіальну компенсацію. Деметрій Обложник облягає Мессину знову захоплює Афіни. Трохи пізніше він сходить на трон Македонії. |
|                      | З політичних міркувань Пірр одружується ще з двома дружинами, донькою Автолеона, царя Пеонів та Вірценни, дочки Вардиллія, правитель Іллірійців. |
| 291 рік до н. е.     | Деметрій завойовує Фіви і виступає проти Пірра та етолійців. Йому вдається вигнати Пірра з Фессалії. |
| 290 рік до н. е.     | Ланасса покидає Пірра, пропонуючи свою руку і Корфу Деметрію. |
| 289 рік до н. е.     | Деметрій вторгається в Епір, а його полководець Пандаух вступає в зіткнення південніше з Пірром. Скориставшись хворобою Деметрія, Пірр вторгається в Македонію, дійшовши до Едеси. Проте організована македонська контратака змушує його відступити. |
| 288 рік до н. е.     | Деметрій готує амбітний похід у Малу Азію, однак його плани зірвали Пірр та інші наступники, які об’єдналися проти нього. Деметрій наступає проти Лісімаха, але повертається, щоб дізнатися, що Пірр досяг Верії. Однак його війська перейшли до табору епіротського монарха, і таким чином Деметрій втратив контроль над Македонією, яку розділили між собою Пірр і Лісімах. Дімітріос шукає союзників в решті Греції.                                                                                              |
| 287 рік до н. е.     | Пірр відвідує Афіни і між ними укладається мирийому Деметрій і афіняни[уточнити]. Потім Деметрій висаджується в Малій Азії. |
| 286 рік до н. е.     | Лісімах вбиває Антипатра II, сина Кассандра, а Пірр порушує угоду і атакує солдатів Деметрія у Фессалії. |
| 285 рік до н. е.     | Деметрій потрапив у полон до Селевка, який відмовився його вбити. Деметрій у своєму пов’язаному листі передає землі, що залишилися, своєму синові, Антигону II Гонату. Того ж року Лісімах виганяє Пірра з Македонії. |
| 284 рік до н. е.     | Лісімах вторгається в Епір під час відсутності Пірра. |
| 282 рік до н. е.     | Деметрій помирає в полоні, а в тому ж році спалахує війна між Селевком і Лісімахом. |
| 281 рік до н. е.     | Лісімах зазнає поразки та вбитий Селевком у битві при Куропедах. Згодом Птолемей Керайнос стає царем Македонії, убивши Селевка. Пірр відновлює контроль над Корфу за допомогою Тарантас. Потім тарантинці запрошують Пірра до Італії допомогти їм у війні проти римлян. Пірр укладає угоду з Птолемеєм Керавном і планує свій похід в Італію. |
| 280 рік до н. е.     | Пірр відправляє Кінея до Таранти, а потім від’їжджає сам. Самніти об’єдналися з ним. Того ж року він перемагає римлян у битві при Іракліоні і наступає на Рим. Зрештою він отаборився в Кампанія, відправивши Кінея до Риму для переговорів. Сенат відхиляє його пропозиції після втручання Аппія Клавдія Кайкоса. Пізніше Фабрицій відвідує Пірра, щоб домовитися про повернення римських полонених. Того ж року в Греції Птолемей Керавн перемагає Антігона Ґоната, тоді як Ахейська співдружність була заснована. |
| 279 рік до н. е.     | Галати вторгаються на грецьку територію. Птолемей Керавнос втрачає життя, намагаючись відбити їх. Згодом вони досягають південної Греції та Дельфи. У той же час Пірр вторгається в Апулію, де знову стикається з римською армією. Перемагає римлян під Аскло, але зазнає великих втрат. |
| 278 рік до н. е.     | Греки Сицилії посилають послів до Пірра з проханням підтримати їх у війні з карфагенянами. Мамартіні об'єдналися з останнім і намагаються перешкодити переходу короля на острів. Кіней знову вирушає до Риму, де йому не вдається укласти мир. Пірр прибуває на Сицилію, де примиряє Тойнуа зі своїми політичними суперниками в Сіракузах. Одночасно з іншими містами острова прибувають численні посольства, які проголошують царем острова Пірра.                                                                  |
| 277 рік до н. е.     | Пірр бере під свій контроль Акрагантес і тридцять інших міст, які контролював Сосістрат. Пірр нападає на сицилійських карфагенян і захоплює місто Ерікс. Згодом до його рук переходять усі володіння карфагенян на острові, при цьому він також розбиває мамертинців. Того ж року Антигон Гонат стає царем Македонії. |
| 276 рік до н. е.     | Починаються переговори між Пірром і Карфагеном. Король страчує Thoinonas за звинуваченням у державній зраді, повільно втрачаючи свою популярність через свою деспотичну поведінку. У той же час римляни атакують самнітів і левканців, що Пірр використовує як привід для втечі з Сицилії. На своєму шляху карфагенський флот завдає втрат. Того ж року в Римі спалахує чума. |
| 275 рік до н. е.     | Пірр грабує Локр, а також храм Персефони. Однак незабаром після цього його флот був знищений через негоду. Щоб продовжити похід, Пірр просить Антігона Гоната прислати йому допомогу, отримавши ввічливу відмову. Нарешті римляни перемогли Пірра в Беневендо. Таким чином похід Пірра в Італію безславно закінчується. |
| 274 рік до н. е.     | Пірр вторгається в Македонію, перемагаючи Антігона Гоната. Потім він захоплює та знищує козів. Того ж року в Італії група тарантинців безуспішно атакує Міло, генерала Пірра. |
| 273 рік до н. е.     | Пірр згадує свого сина та інших офіцерів з Таранто. Птолемай, син Пірра, перемагає Антігона вдруге. |
| 272 рік до н. е.     | Клеонім просить Пірра здійснити кампанію проти Спарти. Відбуваються переговори, але врешті-решт цар нападає на Спарту. Самопожертвою лакедемонці не пускають його в місто. Коли він ліниво повертається, на нього нападають, під час якого його сина Птолемея вбивають. Пірр бореться з Антігоном Гонатом і зрештою втрачає життя під час смертоносної атаки на Аргос. Антігон, тепер господар грецьких територій, дозволяє синові Пірра, Гелен, перенести останки свого батька до Епір.                             |